# 死靈之舞
《死靈之舞》（英語：Orgy of the Dead）是一部1965年美國情色恐怖片，講述一對夫婦開車到墓地尋找恐怖故事靈感，卻撞見了起舞的死者。電影由史蒂芬·C·阿波斯托洛夫執導，改編自艾德·伍德創作的同名小說，伍德也編寫了改編劇本；主演包括克里斯維、費·西佛及帕特·巴林頓。整部電影「幾乎沒有」劇情，超過70分鐘的時間都在上演無對白的上空女舞蹈。
《死靈之舞》1965年6月1日在美國上映，口碑差勁，從劇情、製作到風格都受到影評人普遍否定。

## 劇情
兩名壯漢走近一座墓地的地下室打開一具棺材的蓋子，讓躺在當中的「皇帝」甦醒來講述一段故事。恐怖作家巴布和妻子雪莉在公路上開著車，彼此爭論著到墓地取材的決定，直到巴布意外將車開落懸崖，兩人昏迷。
在夜晚的墓地，皇帝召喚自己的黑暗皇后「黑食屍鬼」，以安排今晚的娛樂節目。皇帝警告說，如果娛樂不足，他將表演的死者藝人靈魂放逐到永恆的詛咒中。當滿月出現時，黑食屍鬼召喚了當晚的第一位舞者：一位美洲原住民女子；該女子生前喜歡火，愛人和她皆死於火中。第二位舞者是一位街妓，當她在跳舞時，找算尋求協助的巴布和雪莉開始從遠處旁觀舞蹈。雪莉懷疑他們正在舉辦大學入會儀式。皇帝親自召喚了第三位舞者：崇拜黃金的女人；皇帝賞了一推金子給她，但獎賞很快地變成了懲罰，皇帝的僕人將她放入裝有液態黃金的大鍋中，讓女人最後變成一尊金色雕像。
皇帝的手下狼人和木乃伊抓住了巴布和雪莉，但皇帝決定延遲殺死夫妻倆，而是將他們綁在柱子上旁觀舞蹈，作為雪莉往後的學習。黑食屍鬼介紹第四位舞者：一位穿著豹紋服裝的「貓女」，一名僕人在她跳舞時用鞭子抽打她，上演一場受虐的表演。皇帝接下來要求鞭打一位奴隸女取樂；原本被銬在牆上的奴隸女掙脫了束縛，成為了當晚的第五位舞者。後來，黑食屍鬼表現出對雪莉的迷戀，並在她身上留下了痕跡，企圖用刀取命。但皇帝認為現在還不是入侵者加入他們的時候，黑食屍鬼不情願地服從。第六位舞者是喜歡鬥牛的拉丁裔（西班牙或墨西哥）舞者，在舞蹈中玩弄一顆骷髏頭。第七位舞者是身穿玻里尼西亞服飾的女人，蛇、煙和火焰的崇拜者；舞蹈過程中，木乃伊表達了對蛇的厭惡，並回憶起了埃及豔后的死。
開始覺得無趣的皇帝要求特別的娛樂，而黑食屍鬼則指出夜晚即將結束，日出的陽光將會殺死他們鬼族，但皇帝堅持繼續表演。第八位舞者是在新婚之夜謀殺了丈夫的女人，她與配偶的骨架共舞。黑食屍鬼持續和皇帝爭論雪莉的命運，但皇帝為了權威而要求她服從自己。第九舞者生前是殭屍般的人生，死後依舊如殭屍一般。第十位也是最後一位舞者是身穿絨毛的女人。當最後的舞蹈結束時，皇帝終於將雪莉獻給了黑食屍鬼。黑食屍鬼在準備領取獎品時自己跳了一小段舞，但正當對雪莉下手時，黎明到來，陽光將皇帝和鬼族們都被化為白骨。
巴布和雪莉在事故現場醒來，周圍是護理人員，暗示這一切似乎都是場夢。皇帝最後向觀眾獻上告別詞。

## 演員
- 克里斯維（英语：The Amazing Criswell）飾演皇帝（The Emperor）[3]
- 費·西佛（英语：Fawn Silver）飾演黑食屍鬼（The Black Ghoul）[3]
- 帕特·巴林頓（英语：Pat Barrington）[b]飾演雪莉（Shirley）／黃金女郎[3]
- 威廉·貝茲（William Bates）飾演巴布（Bob）[3]
- 約翰·安德魯斯（John Andrews）飾演狼人
- 路易·歐珍納（Louis Ojena）飾演木乃伊[3]
- 邦尼·格拉瑟（Bunny Glaser）飾演印地安舞者
- 米琪·吉妮絲（Mickey Jines）飾演夏威夷舞者[3]
- 芮妮·德碧兒（Rene de Beau）飾演絨毛舞者
- 柯琳·歐布萊恩（Colleen O'Brien）飾演街妓舞者
- 罗拉利·哈特（Lorali Hart）[c]飾演貓舞者
- 丹妮·斯塔內斯（Dene Starnes）飾演殭屍舞者
- 史蒂芬妮·瓊斯（Stephanie Jones）飾演墨西哥舞者
- 娜德吉達·克萊因（Nadejda Klein）[d]飾演奴隸舞者
- 芭芭拉·諾丁（Barbara Nordin）飾演骷髏女郎

## 反響
評論匯總網站爛番茄根據5條評論，本片新鮮度僅0%，代表無影評人給予好評，也未有均分及共識評論。

## 備註
1. ↑  掛名為A·C·史蒂芬。
2. ↑  掛名為帕特·巴林格。
3. ↑  掛名為黛克絲·史塔爾。
4. ↑  掛名為娜德吉達·多布雷夫。

## 外部連結
- 互联网电影数据库（IMDb）上《死靈之舞》的资料（英文）
- AllMovie上《死靈之舞》的资料（英文）
- 豆瓣电影上《死靈之舞》的資料 （简体中文）